# Peter Fraser
Peter Fraser (Tain, Escocia, 28 de agosto de 1884-12 de diciembre de 1950) fue un político neozelandés que ocupó el cargo de primer ministro de Nueva Zelanda del 27 de marzo de 1940 al 13 de diciembre de 1949.

## Inicios políticos
Nacido en la localidad escocesa de Tain, se trasladó a Londres en 1907, donde contactó con el Partido Laborista Independiente y en 1911 se instaló definitivamente en Nueva Zelanda. Allí fue miembro del Partido Socialista y del Sindicato General de Trabajadores de Auckland. Fue arrestado por su participación en las huelgas de mineros y marineros. En 1913 se unió al Partido Social Demócrata y finalmente en 1916 participó en la creación del Partido Laborista.
A partir de 1918 fue elegido diputado y fue evolucionando hacia posturas más pragmáticas. En 1935 entró en el gobierno de Michael Joseph Savage ocupando sucesivamente las carteras de Educación, Marina y Policía. A partir de 1939 se puso al frente del gobierno de forma interina por la enfermedad de Savage, convirtiéndose en Primer ministro tras su muerte.

## Primer ministro

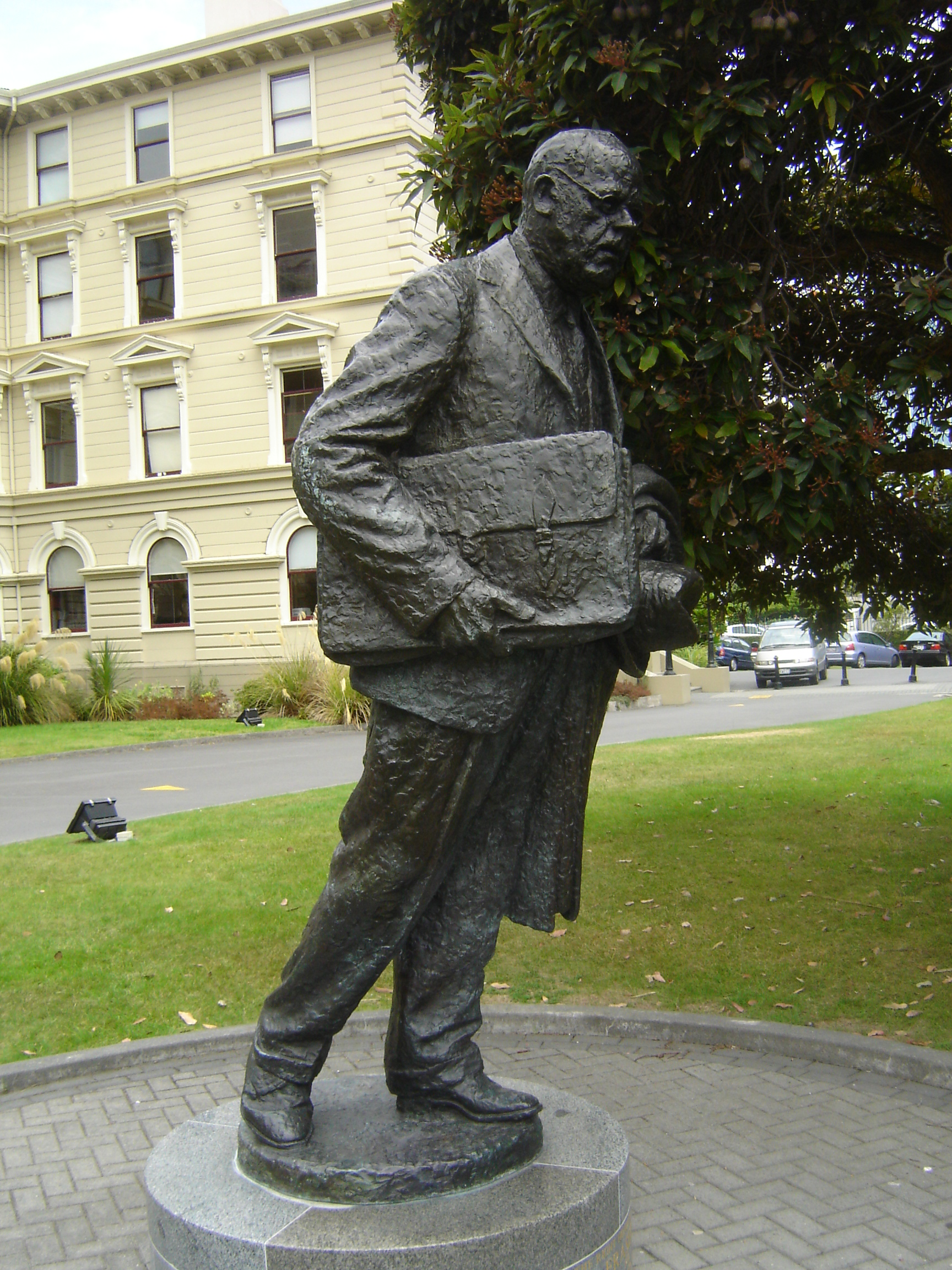
Estatua de Peter Fraser

Su primer mandato estuvo marcado por el desarrollo de la Segunda Guerra Mundial y su estrecha colaboración con Australia para frenar el avance japonés. Además tuvo que hacer frente a una creciente oposición política, incluso en su propio partido por sus medidas pragmáticas. Finalizada la guerra cobró protagonismo internacional por su implicación en la creación de la ONU. En 1946 consiguió vencer las elecciones por estrecho margen frente al Partido Nacional de Sidney Holland. Sin embargo, el desgaste causado por la continua oposición y por su apoyo a un referéndum sobre la obligatoriedad del servicio militar en tiempos de paz le llevó a la derrota en 1949 ante Sidney Holland.